# Côtes-du-roussillon
Le côtes-du-roussillon est un vin d'appellation d'origine contrôlée produit autour de Perpignan dans les Pyrénées-Orientales, et dans toute la plaine du Roussillon.

## Histoire
Les vendanges 1906 avaient été désastreuses dans tout le Roussillon. Ce qui n'empêchaient pas la chute des cours du vin.  Des familles vigneronnes se heurtaient à des difficultés financières telles qu'elles ne pouvaient plus payer l'impôt. Informé, le gouvernement donna ordre de faire intervenir les huissiers. Le village de Baixas fut le premier à se révolter au début de l'année 1907.
Le 18 février, il reçut le soutien de Marcelin Albert, qui envoya un télégramme à Georges Clemenceau. Quant à Joseph Tarrius, viticulteur et pharmacien à Baixas, il fait parvenir au gouvernement une pétition signée des habitants du village. Il y est précisé que le seul impôt que les contribuables puissent encore payer est celui du sang. Alors que les défilés de protestations s'étaient multipliés dans les villes et villages, préfectures et sous-préfectures  accueillirent les manifestations viticoles. Le 19 mai, à Perpignan 170 à 200 000 personnes défilent dans la ville. La manifestation se déroule sans incidents graves,.

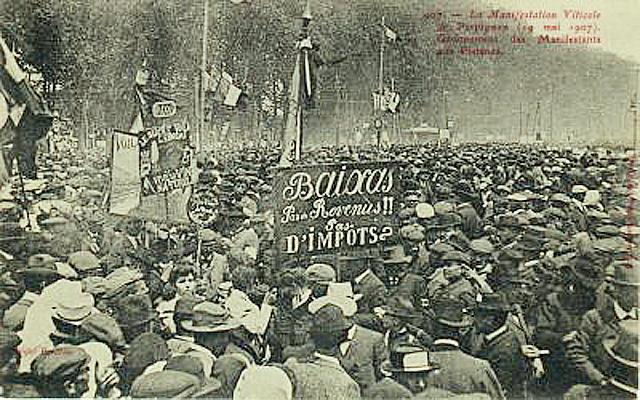
Regroupement des manifestants aux Platanes
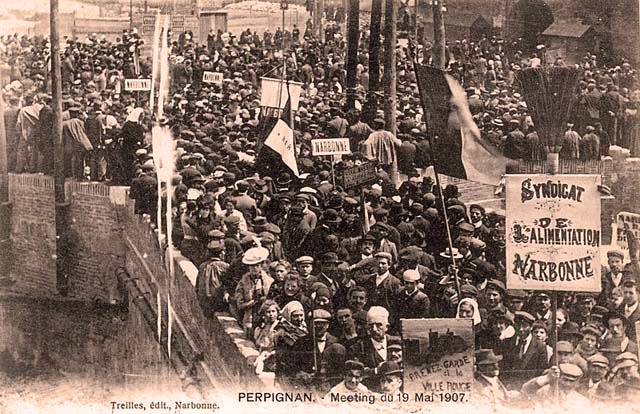
À Perpignan, les commerçants aux côtés des viticulteurs
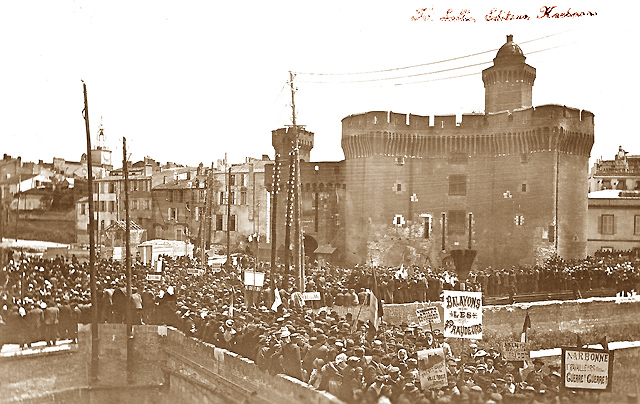
Les manifestants devant le Castillet

Dans les départements du Gard, de l'Hérault, de l'Aude et des Pyrénées-Orientales, les conseils municipaux démissionnent collectivement - il y en aura jusqu'à 600 - certains appellent à la grève de l'impôt. La situation devient de plus en plus tendues, les viticulteurs furieux attaquent perceptions, préfectures et sous-préfectures. Le 20 juin, la tension monte encore. À Perpignan, la préfecture est pillée et incendiée. Le préfet David Dautresme doit se réfugier sur le toit.

## Communes productrices

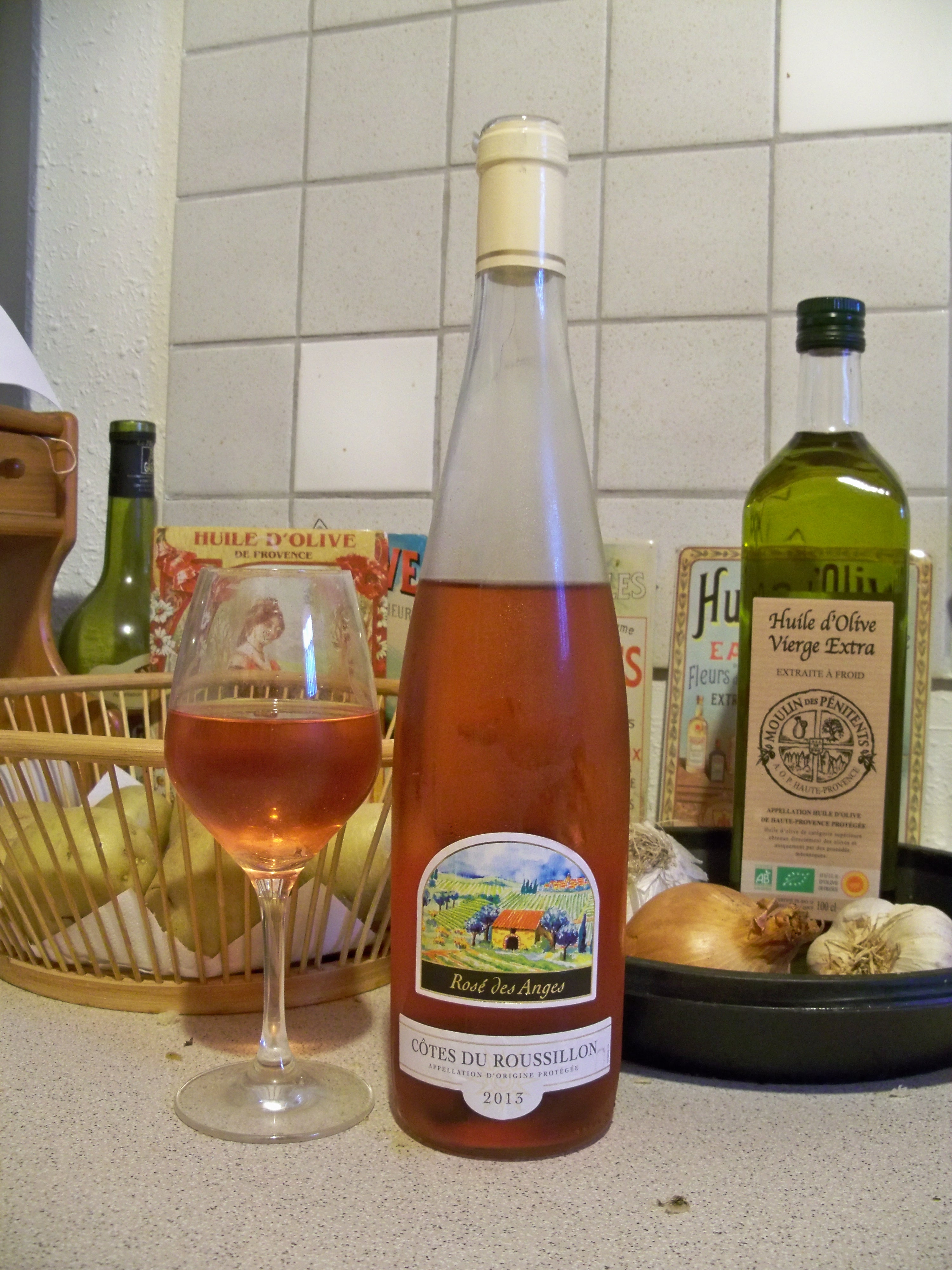
Côtes-du-roussillon rosé

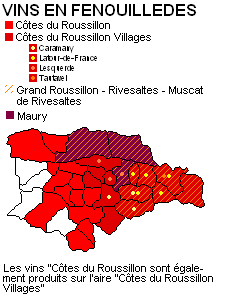
Carte des vignobles des Fenouillèdes

Amélie-les-Bains-Palalda, Ansignan, Arboussols, Argelès-sur-Mer, Bages, Baho, Baixas, Banyuls-dels-Aspres, Bélesta, Bouleternère, Brouilla, Cabestany, Caixas, Calce, Camélas, Canet, Canohès, Caramany, Cases-de-Pène, Cassagnes, Castelnou, Caudiès-de-Fenouillèdes, Céret, Claira, Corbère, Corbère-les-Cabanes, Corneilla-la-Rivière, Corneilla-del-Vercol, Elne, Espira-de-l'Agly, Espira-de-Conflent, Estagel, Estoher, Felluns, Finestret, Fosse, Fourques, Ille-sur-Têt, Joch, Lansac, Laroque-des-Albères, Latour-Bas-Elne, Latour-de-France, Les Cluses, Lesquerde, Le Boulou, Le Soler, Le Vivier, Llauro, Llupia, Marquixanes, Maureillas, Maury, Millas, Montalba-le-Château, Montauriol, Montescot, Montesquieu, Montner, Néfiach, Oms, Opoul, Ortaffa, Palau-del-Vidre, Passa, Perpignan, Peyrestortes, Pézilla-la-Rivière, Pézilla-de-Conflent, Pia, Planèzes, Pollestres, Ponteilla, Prats-de-Sournia, Prugnanes, Rasiguères, Reynès, Rigarda, Riunoguès, Rivesaltes, Rodès, Saint-André, Saint-Arnac, Sainte-Colombe, Saint-Cyprien, Saint-Estève, Saint-Féliu-d'Amont, Saint-Féliu-d'Avall, Saint-Génis-des-Fontaines, Saint-Hippolyte, Saint-Jean-Lasseille, Saint-Jean-Pla-de-Corts, Saint-Martin-de-Fenouillet, Saint-Michel-de-Llotes, Saint-Nazaire, Saint-Paul-de-Fenouillet, Saleilles, Salses, Sorède, Sournia, Taillet, Tarerach, Tautavel, Terrats, Thuir, Tordères, Toulouges, Tresserre, Trévillach, Trilla, Trouillas, Villelongue-dels-Monts, Villemolaque, Villeneuve-de-la-Raho, Villeneuve-la-Rivière, Vinça, Vingrau et Vivès.

## Présentation

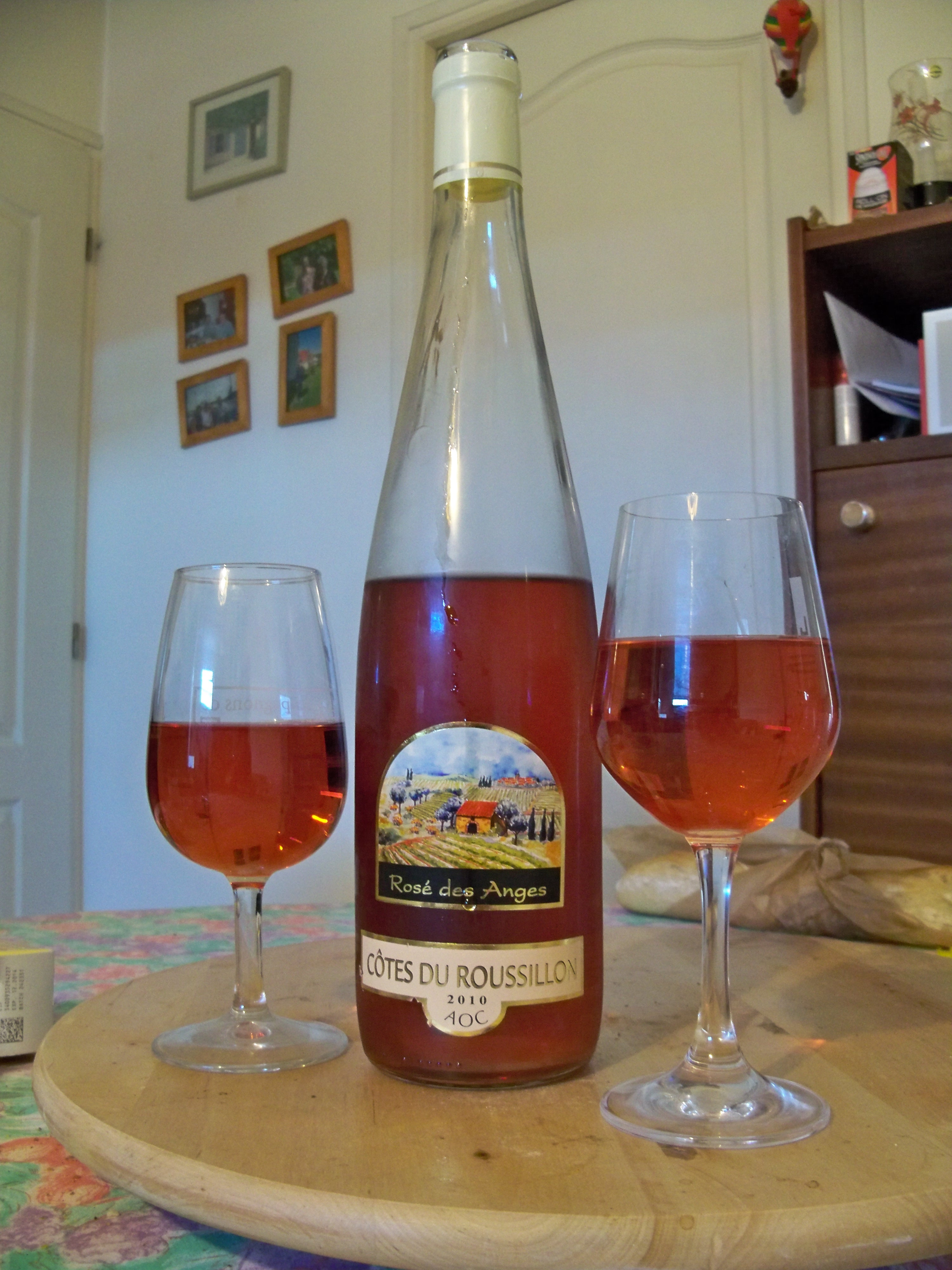
AOC Côtes du Roussillon rosé

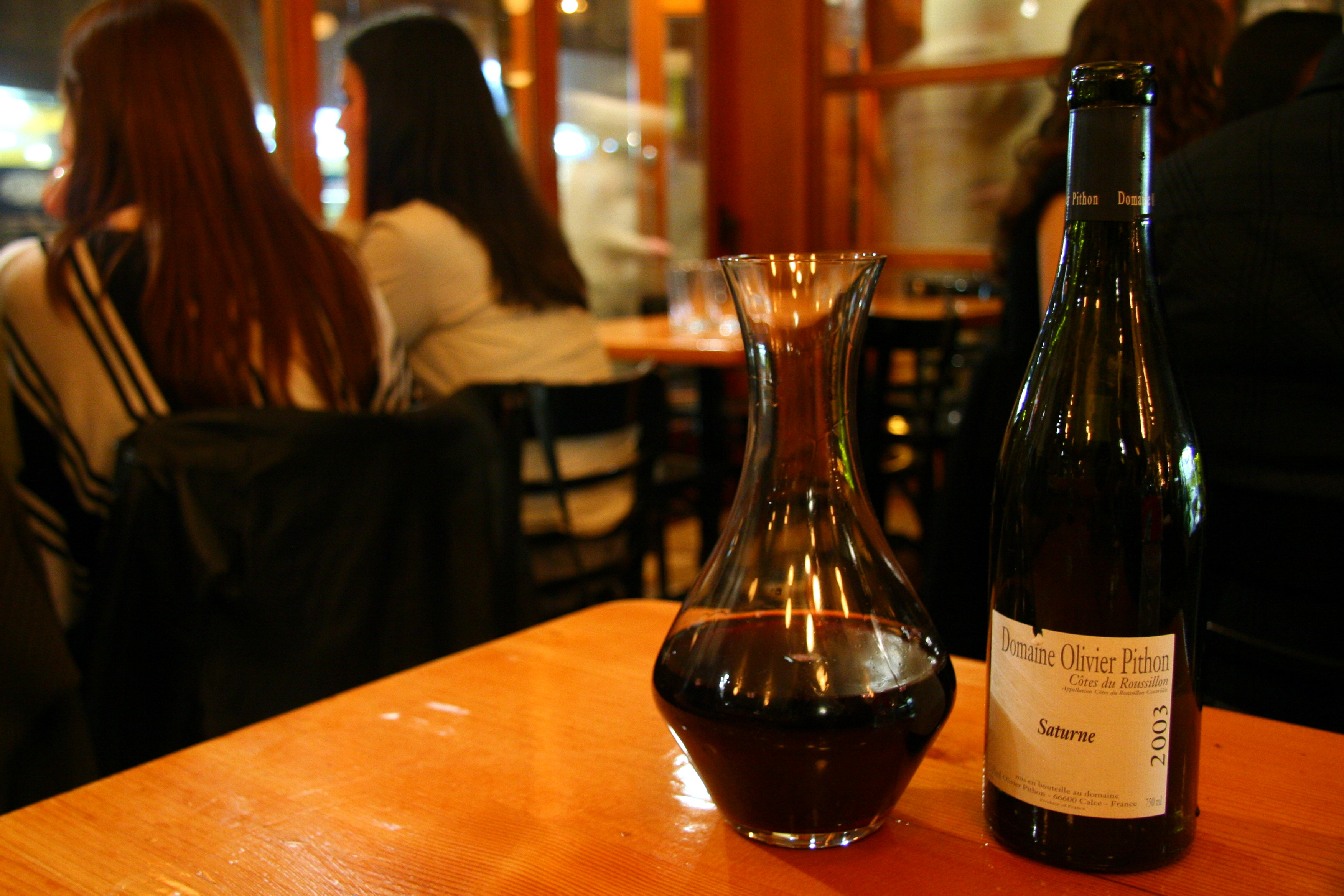
AOC Côtes du Roussillon rouge, millésime 2003

Les sols de ce terroir sont constitués de schistes, de terrasses de galets et d'arènes granitiques, qui produisent des vins très aromatiques, qui peuvent être rouges, rosés ou blancs, avec comme cépages : 
- grenache, marsanne, roussanne, macabeu et tourbat pour les blancs.
- carignan noir, cinsault, mourvèdre, grenache noir, syrah, lladoner pelut, pour les rouges et les rosés.

Au niveau caractère :
- Les blancs sont nerveux, légers et développent des arômes de fleurs.
- les rosés sont nerveux, corsés et développent des arômes de fruits.
- les rouges sont complexes et développent des arômes de fruits et d'épices.

Certains d'entre eux gagnent à être élevés et vieillis quelques années.